# Карпишкес (Литва)
Карпишкес (лит. Karpiškės, пол. Karpówka) — деревня в Лентварском старостве, в Тракайском районе Вильнюсского уезда Литвы. Располагается в 3 км на юго-востоке от Кариотишек.

## Физико-географическая характеристика
Деревня Карпишкес является небольшой, по данным Registrų Centras не насчитывает ни одной улицы, состоит из 9 участков, из которых застроено 4. Располагается в 3 км на юго-востоке от Кариотишек.

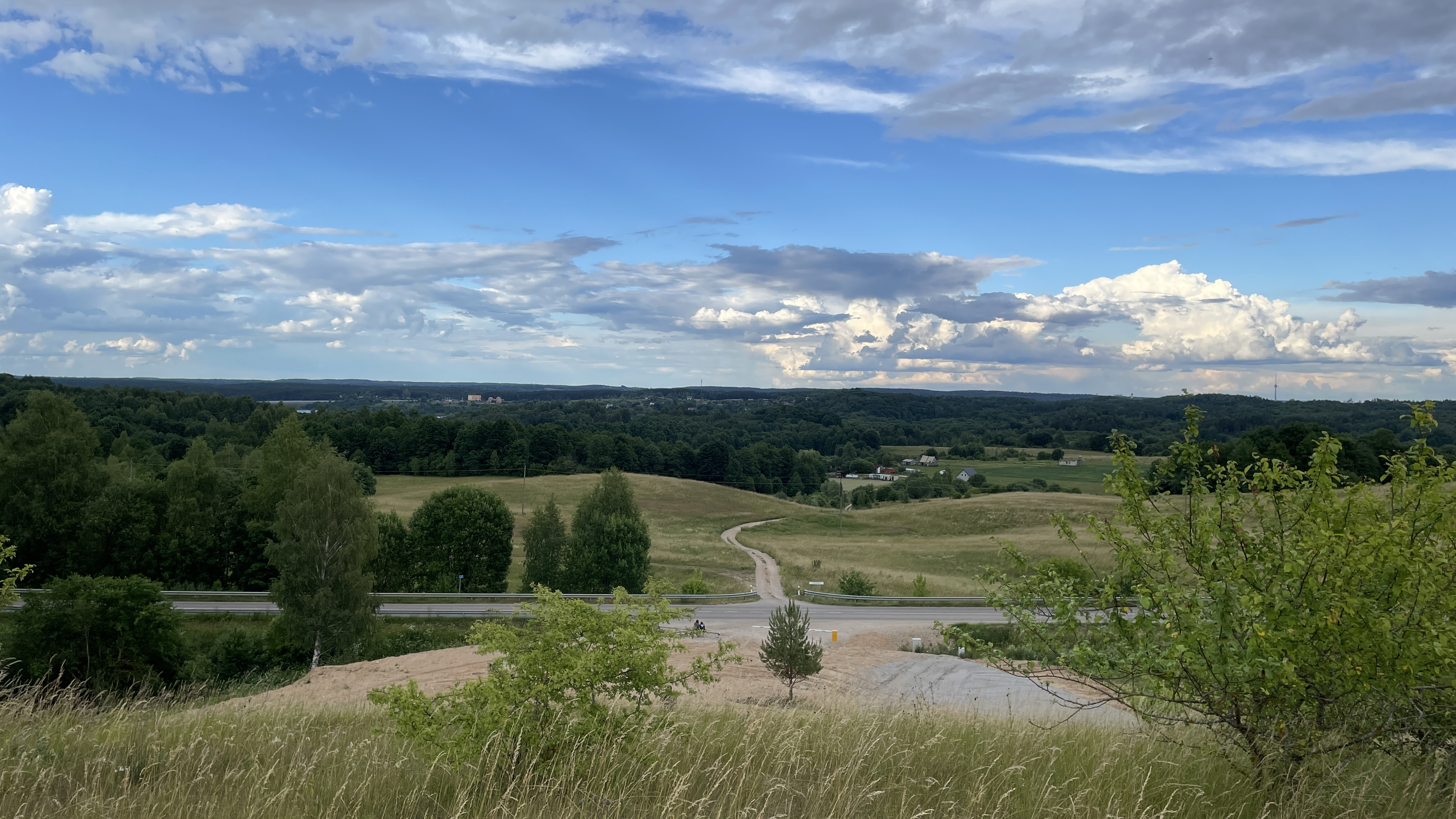
Вид на деревню Карпишкес

## История
Упоминается на польских картах 1925 и 1933 годов, под названием Fw. Karpówka. На советских картах 1985 года обозначена под названием Карповка. По данным на 2021 год в Карпишках проживало 4 жителя.

## Население
| 1905                           | 1931 | 1959 | 1970 | 1979 | 1989 | 2001 | 2011 |
| ------------------------------ | ---- | ---- | ---- | ---- | ---- | ---- | ---- |
| 18                             | 19   | 38   | 35   | 17   | 12   | 14   | 5    |
| 2021                           | -    | -    | -    | -    | -    | -    | -    |
| 4                              | -    | -    | -    | -    | -    | -    | -    |
| Гистограмма динамики населения |      |      |      |      |      |      |      |